# Бангкокский планетарий
Бангкокский планетарий (тайск. ศูนย์วิทยาศาสตร์เพื่อการศึกษา) — планетарий, находящийся в Бангкоке, Таиланд. Планетарий находится на улице Сукхумвит и является частью Образовательного научного центра.

## История
Строительство планетария началось в 1962 году. Бюджет строительства составил 12 миллионов батов. 8 августа 1964 года состоялось торжественное открытие планетария.
Купол планетария составляет 20,60 метра в диаметре и 13 метров в высоту. Демонстрационный зал планетария вмещает 450 человек.
В планетарии находится проектор Марк IV производства Carl Zeiss, который стал первым подобным проектором в Юго-Восточной Азии.
Демонстрации проводятся четыре раза ежедневно в 10.00, 11.00, 13.30 и 14.30, за исключением понедельника. В будние дни демонстрации в 10.00 и 13.30 предназначены для детей.